# Oucharal
Oucharal (en kazakh : Үшарал; en russe : Ушарал) est une localité, chef-lieu du district d'Alakol, située dans l'oblys de Jetyssou au Kazakhstan.

## Géographie
Oucharal est située dans le sud-est du pays, près du lac Alakol.

## Histoire
Oucharal faisait partie de l'oblys d'Almaty avant le 8 juin 2022, date à laquelle a été créé l'oblys de Jetyssou.